# Christina Calvo
Christina Calvo (* 1949 in Augsburg) ist eine deutsche Autorin.

## Leben
Calvo studierte Psychologie und war von 1974 bis 1979 als Diplom-Kinderpsychologin tätig. Ab 1982 begann sie Geschichten zu schreiben. Teils unter Pseudonymen verfasste sie Bühnenstücke, Drehbücher, Erzählungen, Satiren, Kinderbücher, Hörspiele für Erwachsene und etwa ein Dutzend Kinderhörspiele. Mit Der Zug nach Wicklow gewann sie 2004 den Zweiten Preis beim Kinderhörspielpreis des MDR.

## Filmografie
- 1990: Das Mädchen, das zum Strand ging (Drehbuch)[1]

## Hörspiele
Quelle: ARD-Hörspieldatenbank
- 1983: Das Fleischchen – Regie: Ferdinand Ludwig (Hörspiel, Monolog – BR)
- 1984: Häschen in der Grube – Regie: Thomas Lehner (Original-Hörspiel, Mundarthörspiel (alemannisch) – SWF)
- 1984: S'Fleischli. Monolog für eine Frau – Regie: Matthias Spranger (Originalhörspiel, Mundarthörspiel (alemannisch) – SWF)
- 1984: Dreh dich nicht um! – Regie: Hans Rosenhauer (Originalhörspiel, Kriminalhörspiel – NDR)
- 1985: Mit Co-Autor Thomas Lehner: Die Jagd auf den Wolpadinger. Dokumentarspiel – Regie: Thomas Lehner (Originalhörspiel, Mundarthörspiel (alemannisch) – SWF)
- 1985: So feine weiße Händchen – Regie: Wolf Euba (Kriminalhörspiel – NDR)
- 1986: Rosemarie – Regie: Hans Rosenhauer (Originalhörspiel – NDR)
- 1987: Rosmarie – Regie: Gerhard Willert (Originalhörspiel, Mundarthörspiel (alemannisch) – SWF)
- 1988: Die Mördergrube – Regie: Hans Rosenhauer (Originalhörspiel, Kriminalhörspiel – NDR)
- 1989: Die Frau im Schatten – Regie: Hans Rosenhauer (Kriminalhörspiel – SFB)
- 1989: Amok – Regie: Hans Rosenhauer (Originalhörspiel, Kriminalhörspiel – NDR)
- 1990: Gladiolen oder: Die neue Freiheit. Nach einem Motiv von Julio Cortázar – Regie: Hans Rosenhauer (Originalhörspiel – NDR)
- 1991: Lady Crime Writers: Alle meine Tantchen – Regie: Hans Rosenhauer (Originalhörspiel, Kriminalhörspiel – NDR)
- 1993: Lady Crime Writers: König, Turm und Dame – Regie: Hans Rosenhauer (Originalhörspiel, Kriminalhörspiel – NDR)
- 1993: Hierzuland: Die Reise nach Amerika – Regie: Friedlinde Beetz, Thomas Lehner (Originalhörspiel, Mundarthörspiel (alemannisch), Monolog – SWF)
- 1993: Finale Kalypso oder Die Reise durch die Zeiten – Regie: Sylvia Molzer (Originalhörspiel – HR/DS Kultur)
- 1993: Morgen wird die Hochzeit sein – Regie: Peter Groeger (Originalhörspiel, Kinderhörspiel – DS Kultur/HR)
- 1994: Am Ende der Autobahn – Regie: Hans Rosenhauer (Originalhörspiel – NDR)
- 1995: Schwarze Welle 13 – Regie: Hans Rosenhauer (Originalhörspiel – NDR)
- 1997: Pension Isabel – Regie: Hans Rosenhauer (Originalhörspiel, Kriminalhörspiel – Deutschlandradio)
- 1998: Geh nicht auf den Eulenhügel. Kurzfassung – Regie: Christiane Ohaus (Originalhörspiel, Kinderhörspiel – RB)
- 1999: Fremde Männer vor dem Haus – Regie: Irene Schuck (Originalhörspiel – NDR)
- 2003: Sehe jeder, wie er's treibe. Alemannisches Hörspiel – Regie: Michael Utz (Originalhörspiel, Mundarthörspiel – SWR)
- 2003: Der Zug nach Wicklow – Regie: Stefan Kanis (Originalhörspiel, Kinderhörspiel – MDR)
  - Auszeichnung: Kinder- und Jugendhörspielpreis des MDR-Rundfunkrates 2004 (2. Platz)
- 2005: Das Ehrenwort des Henkers. Nach Motiven aus Johann Peter Hebels Erzählung Heimliche Enthauptung – Regie: Annette Kurth (Originalhörspiel, Kriminalhörspiel – WDR)

Weitere Produktionen (Ohne nähere Angaben) 
Quelle: siehe
- 1996: Der Prinz (SDR)
- 1997: Anna und Lisa (SDR)
- 1998: Der Uhrmacher (SWR)
- 1999: Nachts, wenn Tiere vorüberziehn (SWR)

## Theaterstücke
Quelle: siehe
- Amok, 1994
- Die Mördergrube, 2001
- Der Abgrund ist gleich nebenan, 2014
- In Evas dunklen Gärten, 2019